# UTC−03:00

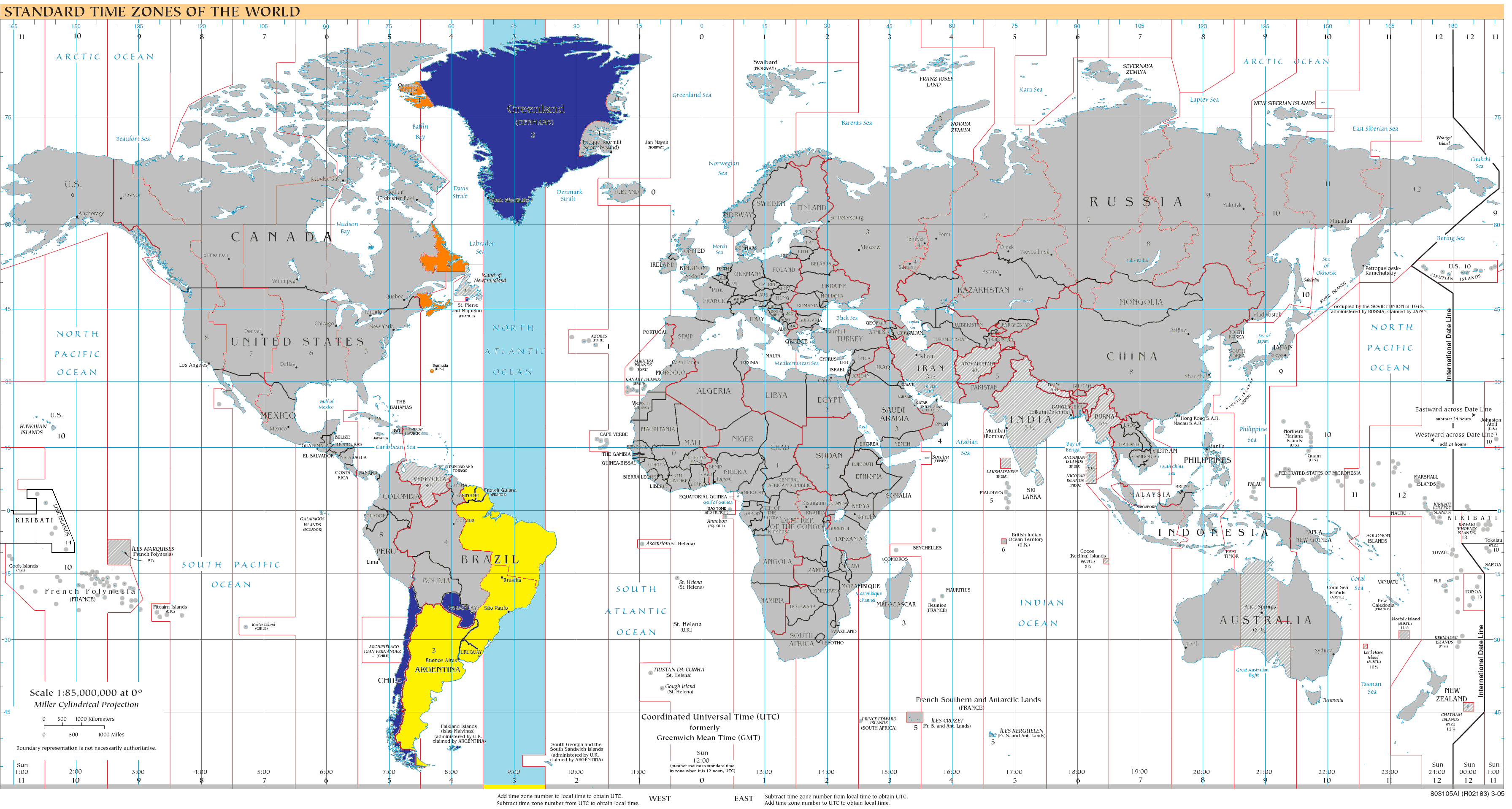
UTC–3-ba tartozó területek:

Az UTC–03:00 egy időeltolódás, amely három órával van hátrább az egyezményes koordinált világidőnél (UTC).

## Alap időzónaként használó területek (az északi félteke telein)

### Észak-Amerika
- Dánia
  -  Grönland (Dánia külbirtoka) (kivéve Danmarkshavn, Ittoqqortoormiit és a Thule légibázis)

- Franciaország
  -  Saint-Pierre és Miquelon (Franciaország külbirtoka)

## Alap időzónaként használó területek (egész évben)

### Dél-Amerika
- Suriname
- Franciaország
  -  Francia Guyana (Franciaország külbirtoka)

- Brazília (kivéve Acre, Amazonas, Mato Grosso, Mato Grosso do Sul, Rondônia és Roraima államok, valamint egyes távolabbi szigetek)

- Argentína
- Uruguay
- Egyesült Királyság
  -  Falkland-szigetek (az Egyesült Királyság tengerentúli területe)

- Chile
  - a Magellán- és a chilei antarktiszi régió

### Antarktika
- egyes bázisok az Antarktiszi-félszigeten, és közeli szigetek

## Nyári időszámításként használó területek (az északi félteke nyarain)

### Észak-Amerika
- Dánia
  -  Grönland (Dánia külbirtoka)
    - Thule légibázis (az USA szerint állítják át az órákat)

- Kanada
  - Új-Brunswick
  - Új-Skócia
  - Prince Edward-sziget
  - Új-Fundland és Labrador
    - Labrador (kivéve a L'Anse-au-Clair és Norman Bay települések közti területet)

- Egyesült Királyság
  -  Bermuda (az Egyesült Királyság tengerentúli területe)

## Nyári időszámításként használó területek (a déli félteke nyarain)

### Dél-Amerika
- Paraguay
- Chile (kivéve a Magellán- és a chilei antarktiszi régió)

### Antarktika
- egyes területek az Antarktiszi-félszigeten, és a közeli területek

## Időzónák ebben az időeltolódásban
| Időzóna neve angolul            | Időzóna neve magyarul          | Időzóna rövidítése |
| ------------------------------- | ------------------------------ | ------------------ |
| Atlantic Daylight Time          | Atlanti-óceáni nyári idő       | ADT                |
| Amazon Summer Time              | Amazonasi nyári idő            | AMST               |
| Argentina Time                  | Argentin idő                   | ART                |
| Brasília Time                   | Brazil idő                     | BRT                |
| Chile Summer Time               | Chilei nyári idő               | CLST               |
| Falkland Islands Summer Time    | Falkland-szigeteki nyári idő   | FKST               |
| French Guiana Time              | Francia Guyana-i idő           | GFT                |
| Pierre & Miquelon Standard Time | Pierre és Miquelion-i téli idő | PMST               |
| Paraguay Summer Time            | Paraguayi nyári idő            | PYST               |
| Suriname Time                   | Surinamei idő                  | SRT                |
| Uruguay Time                    | Uruguayi idő                   | UYT                |
| West Greenland Time             | Nyugat-grönlandi téli idő      | WGT                |
| Papa Time Zone[a]               | -                              | P                  |

## UTC–03:00-at használó helyek az időeltolódás területén kívül
Földrajzilag az UTC-03:00 a ny. h. 45°±7,5° területen található. Használatban van azonban ezen kívül eső területeken is.
| Terület/város neve                             | Hosszúsági kör | Helyi idő földrajzi hely alapján |
| ---------------------------------------------- | -------------- | -------------------------------- |
| El Chaltén, Argentína                          | ny. h. 72°53′  | UTC−04:51                        |
| Qaanaac, Grönland, Dánia                       | ny. h. 69°13′  | UTC−04:37                        |
| Buenos Aires, Argentína                        | ny. h. 58°22′  | UTC−03:53:48                     |
| Stanley, Falkland-szigetek, Egyesült Királyság | ny. h. 57°51'  | UTC−03:51:24                     |
| Uruguaiana, Brazília                           | ny. h. 57°05'  | UTC–03:48                        |
| Montevideo, Uruguay                            | ny. h. 56°23’  | UTC-03:44:51                     |
| Saint-Pierre és Miquelon, Franciaország        | ny. h. 56°12′  | UTC−03:44:40                     |
| Upernavik, Grönland, Dánia                     | ny. h. 56°08′  | UTC−03:44:36                     |
| Paramaribo, Suriname                           | ny. h. 55°10′  | UTC−03:40:40                     |
| Kulusuk, Grönland, Dánia                       | ny. h. 37°11′  | UTC−02:28                        |
| Recife, Brazília                               | ny. h. 34°54′  | UTC−02:19:36                     |

## Megjegyzés
↑ a:  Katonai időzóna.

## Fordítás
Ez a szócikk részben vagy egészben  az   UTC−03:00 című angol Wikipédia-szócikk ezen változatának fordításán alapul.  Az eredeti cikk szerkesztőit annak laptörténete sorolja fel. Ez a jelzés csupán a megfogalmazás eredetét és a szerzői jogokat jelzi, nem szolgál a cikkben szereplő információk forrásmegjelöléseként.